# Série alternée des factorielles
En mathématiques, et plus précisément en analyse, la série alternée des factorielles est la  série divergente 1 − 1 + 2 − 6 + 24 − 120 + ⋯ , en notations modernes :
Leonhard Euler est le premier à avoir considéré cette série, qu'il dénomme "série hypergéométrique de Wallis". Il l'étudia par des méthodes de sommation formelle, ainsi qu'en lui associant une équation différentielle ; cela lui permit de lui attribuer une valeur finie. Il est plus simple pour la sommer d'utiliser la sommation de Borel :
{\displaystyle \sum _{k=0}^{\infty }(-1)^{k}k!=\sum _{k=0}^{\infty }(-1)^{k}\int _{0}^{\infty }x^{k}\operatorname {e} ^{-x}\,{\rm {d}}x}
(formellement, puisque les deux séries divergent).
Échangeant somme et intégrale, on obtient :
{\displaystyle \sum _{k=0}^{\infty }(-1)^{k}k!=\int _{0}^{\infty }\left(\sum _{k=0}^{\infty }(-x)^{k}\right)\operatorname {e} ^{-x}\,{\rm {d}}x.}
La somme entre crochets converge vers  1/(1 + x) si x < 1.  La remplaçant alors par 1/(1 + x) même pour les valeurs de x supérieures à 1,  on obtient une intégrale convergente, ce qui autorise  à écrire (au sens de Borel) :
{\displaystyle \sum _{k=0}^{\infty }(-1)^{k}k!=\int _{0}^{\infty }{\frac {\operatorname {e} ^{-x}}{1+x}}\,{\rm {d}}x=-{\rm {e}}\cdot \mathrm {Ei} (-1)\approx 0{,}596347362323194074341078499369\ldots }
où e est la base des logarithmes népériens, et où Ei(z) est l'exponentielle intégrale.
La valeur de cette intégrale est appelée constante de Gompertz ou constante d'Euler-Gompertz, voir la suite A073003 de l'OEIS.

## Calcul par une équation différentielle
Considérons le système d'équations différentielles
{\displaystyle {\frac {\mathrm {d} x}{\mathrm {d} t}}(t)=x(t)-y(t),\qquad {\frac {\mathrm {d} y}{\mathrm {d} t}}(t)=-y(t)^{2}.}
La solution stable vérifiant (x, y) = (0, 0) pour t → ∞ est donnée par y(t) = 1/t. En introduisant ce résultat dans l'équation en x puis en cherchant une solution sous forme de série formelle, on trouve :
{\displaystyle x(t)=\sum _{n=1}^{\infty }(-1)^{n+1}{\frac {(n-1)!}{t^{n}}}.}
La valeur x(1) est précisément celle qu'on veut calculer. D'un autre côté, on peut calculer la solution exacte :
{\displaystyle x(t)={\rm {e}}^{t}\int _{t}^{\infty }{\frac {{\rm {e}}^{-u}}{u}}\mathrm {d} u.}
Par intégrations par parties successives, on retrouve la série entière comme développement asymptotique de cette expression pour x(t). Euler utilise cette égalité pour affirmer :
{\displaystyle \sum _{n=1}^{\infty }(-1)^{n+1}(n-1)!={\rm {e}}\int _{1}^{\infty }{\frac {{\rm {e}}^{-u}}{u}}\mathrm {d} u,}
ce qui est bien la valeur obtenue par sommation de Borel.